# 國家稅務監察局
國家稅務監察局是立陶宛財政部的稅務監理機關，職責為徵收及管理稅款、籌募國家預算收入、監督納稅人履行納稅義務、實施及執行稅法規定、保護納稅人權益等。

## 歷史
立陶宛稅務機關的歷史可追溯至16至18世紀立陶宛大公國的財政法庭及財政委員會。 現代稅務機關的成立則自1918年立陶宛財政部設立的財政及稅務部門，該部門當時並非獨立機關，並由財政部長兼任首席稅務官。
1990年，立陶宛通過新法，設置「國家稅務監察局」，並於1995年以獨立行政機關的形式成立。1996年，該局與歐洲各國稅務機關共同創立歐洲內部稅務管理組織。目前該局政務、職權法源皆來自《2004年稅收管理法》規定。

## 外部連結
- 官方网站（立陶宛文）（英文）